# Ailier fort

Le numéro 4 représentant le poste d'ailier fort.

L'ailier fort (en anglais : power forward) est l'un des cinq postes traditionnels du basket-ball (il correspond au poste 4).
L'ailier fort est généralement moins grand mais plus mobile et aussi puissant que le pivot. Il réalise les mêmes actions (rebonds, contres, tirs intérieurs) mais l'ailier fort joue plutôt face au panier, alors que le pivot joue dos au panier.

## Exemples de joueurs
Voici une liste non-exhaustive de joueurs internationaux jouant au poste d'ailier fort:
Joueurs de nationalité américaine : 
- Charles Barkley
- Chris Bosh
- Anthony Davis
- Tim Duncan
- Kevin Garnett
- Blake Griffin
- Shawn Kemp
- Kevin Love
- Karl Malone
- Kevin McHale
- Dennis Rodman
- Draymond Green
- Amar'e Stoudemire
- LaMarcus Aldridge

Joueurs de nationalité allemande : 
- Dirk Nowitzki

Joueurs de nationalité argentine :
- Luis Scola

Joueurs de nationalité camerounaise :
- Pascal Siakam

Joueurs de nationalité grecque :
- Giánnis Antetokoúnmpo

Joueurs de nationalité française : 
- Boris Diaw
- Guerschon Yabusele